# 工業化農業
工业化农业是一种现代的农业生产方式。它是利用工业化、产业化、集群化的方式生产粮食、家禽、牲畜。大量使用包括农药、化肥、激素与抗生素在内的各种化学物质，使用降低人类劳动强度的农业机械。在生产农作物时通常是在广大的土地上投入大量资金进行生产，令用刀收。而涉及到动物生产时则拥有具有产量高，占地小的特点。自二战以来，世界各国特别是发达国家广泛开展工业化农业。它的特点包括极大地降低了农产品价格、每年收割的次数提高、生产同样数量的农产品所需的人工劳动力减少、从田地到餐桌之间的时间缩短等等。

## 农作物
工业化农业的核心特点之一是单一模式，例如在大片的土地上只种植一种农作物。通常是玉米、小麦、大豆、棉花或是大米之类。同时这些农田在种植过程中大量使用化学物质，例如农药和化肥。因为在同一片田地里面长年累月种植同一种农作物会造成土地肥力下降，因此化肥是必不可少的。有时，长时间种植同样的农作物还会导致某些有害物质积累。同样由于在一片土地上种植了种类相同的作物，这会有利于杂草生长以及昆虫繁衍，因而需要使用大量杀虫剂和除草剂。

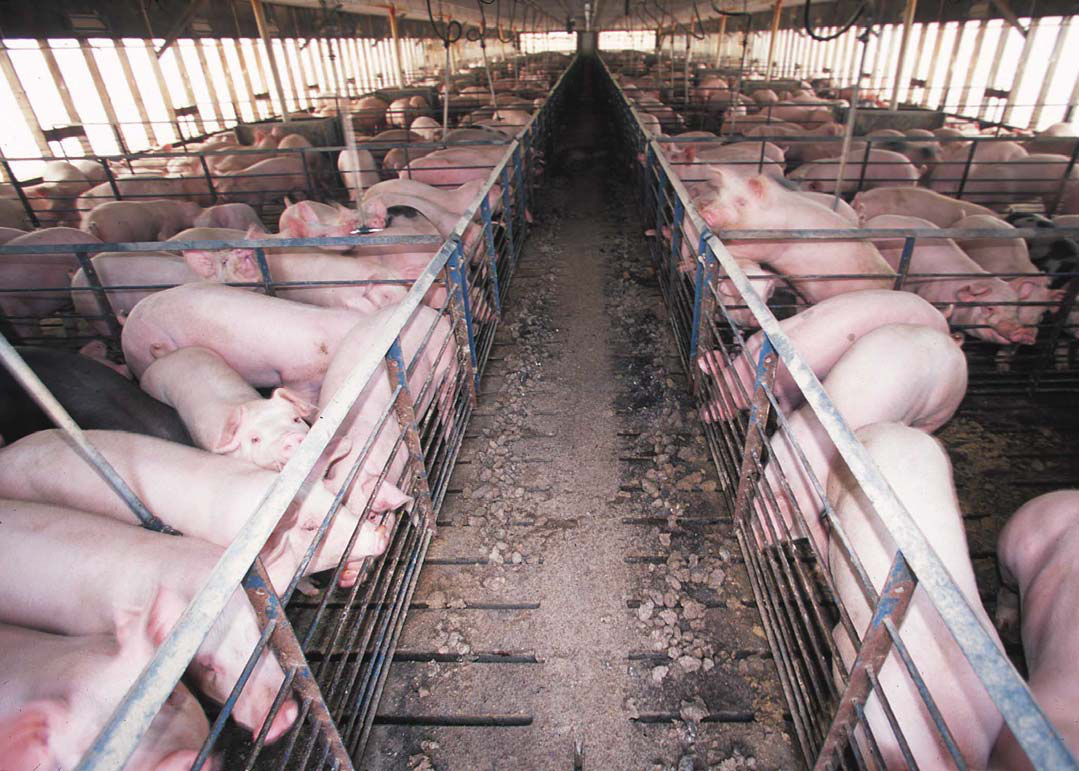
以工业化农业方式饲养的猪

## 牲畜与家禽
工业化农业可以采用集群的方式生产猪、牛、鸡等。它们通常食用高热量的谷物。以肉鸡为例，有些品种的肉鸡从孵化到屠宰只需要45天的时间，在这45天之中它需要消耗5千克左右的饲料，而自身的体重可以达到3千克。平均每天增重65克，每增重1千克大约只要1.6千克的饲料。除了饲料以外，肉鸡生长过程中还要食用20种药物或激素。因为采用集群化饲养，一个大棚内可能有数千甚至数万只肉鸡，它们的粪便容易招致苍蝇，因而这些药物中还包括能够减少苍蝇的苍蝇药。因为肉鸡生长速度太快，有些鸡会出现畸形、骨折等问题。由于集中饲养动物，它们的排泄物也会造成严重的环境污染。